# Isaac Viciosa
Isaac Viciosa (Cervatos de la Cueza, 26 dicembre 1969) è un ex mezzofondista spagnolo.

## Palmarès

### Europei
- 2 medaglie:
  - 1 oro (Budapest 1998 nei 5000 m piani)
  - 1 argento (Helsinki 1994 nei 1500 m piani)

### Mondiali di corsa campestre
- 1 medaglia:
  - 1 bronzo (Dublino 2002 a squadre)

## Altre competizioni internazionali
1994
- 7º in Coppa del mondo ( Londra), 1500 m piani - 3'47"22

1996
- Oro alla San Silvestro Vallecana ( Madrid)

1997
- Oro al Cross Internacional de Venta de Baños ( Venta de Baños)

1998
- Argento in Coppa del mondo ( Johannesburg), 3000 m piani - 7'56"47
- Oro al Cross Internacional de Venta de Baños ( Venta de Baños)

2000
- Oro alla San Silvestro Vallecana ( Madrid)

2001
- Oro alla San Silvestro Vallecana ( Madrid)

2002
- Oro alla San Silvestro Vallecana ( Madrid)

2005
- Oro al Cross de Atapuerca ( Atapuerca)